# Attacca
Attacca is een Italiaanse muziekterm (afgeleid van attaccare (= inzetten, beginnen)) die aangeeft dat een overgang tussen twee delen van bijvoorbeeld een symfonie, tussen twee verschillende muziekstukken of tussen twee passages binnen één stuk (wat bijvoorbeeld bij koralen veel voorkomt), direct, dus zonder pauze plaats moet vinden. 
Ook kan de aanduiding Attacca subito il seguente, segue of seg. gegeven worden. Dit betekent dat men direct verder dient te gaan met het volgende. Deze aanduiding komt bijvoorbeeld voor tussen de verschillende delen van een symfonie. In de meeste gevallen is het gebruikelijk dat een korte stilte tussen de opeenvolgende delen plaatsvindt, maar als dat niet gewenst is zal men een van bovenstaande aanduidingen tegenkomen.